# Debra (canción)
«Debra» es una canción del músico estadounidense Beck. En un principio, Beck había intentado grabar "Debra" con los Dust Brothers en el álbum Odelay, pero pensó que era demasiado irónica. La canción debutó en 1996 y, como Beck había señalado: "Se convirtió en la pieza central del conjunto. Era la canción con la que la gente más reaccionaba, más que con las canciones que habían escuchado en la radio. Así que seguimos tocando y tocando." La canción finalmente fue incluida en el álbum Midnite Vultures de 1999. La canción mantiene un culto.[cita requerida]
Continúa con la temática del tema "Loser", pero, considerando que esa canción está relacionada con ser un vago en la vida,[cita requerida] "Debra" se refiere a ser un vago en el amor y uno preocupado también. Se ridiculiza algunos deseos de los hombres y la moda de las canciones de R&B y música pop sobre el sexo.[cita requerida] La canción contiene influencias de "Raspberry Beret" de Prince. Beck, en su gira Sea Change, admitió cuánto él detestaba a la canción y cambió, con gran efecto, muchas de las letras como sea posible en la improvisación. La canción fue cubierta por el artista industrial alemán Kompressor. La versión de Kompressor se llama "Kompressor Want To Get With You."[cita requerida]